# Маюрки
Маюрки (укр. Маюрки) — село в Турье-Реметовской сельской общине Ужгородского района Закарпатской области Украины.
Население по переписи 2001 года составляло 181 человек. Почтовый индекс — 89230. Занимает площадь 5,76 км².